# C17H26O2
化学式C17H26O2（摩尔质量：262.393 g/mol）可以指以下化合物：
- 苯甲酸癸酯，CAS号：36685-97-9
- PI-200，异构体混合物CAS号：163058-59-1
- 4-癸氧基苯甲醛，CAS号：24083-16-7
- 乙酸柏木烯酯，CAS号：1405-92-1
- 2,4,6-三异丙基苯甲酸甲酯，CAS号：57198-98-8

|  | 这个同类索引页列出了具有相同分子式的化学物（即同分異構體）条目。 除非您是有意链接至本页，否则应将相应条目的内部链接指向正确的条目。 |